# Тревельян, Джордж Маколей
Джордж Маколей Тревельян (англ. George Macaulay Trevelyan; 16 февраля 1876, Стратфорд-апон-Эйвон, Уорикшир, Англия — 21 июля 1962, Кембридж, Англия) — английский историк, внучатый племянник Томаса Бабингтона Маколея и продолжатель его дела.
В своих трудах придерживался либеральных принципов. Многие его работы представляли партию вигов как важный аспект британской политики с 1600-х до середины 1800-х годов, и её преемника, Либеральную партию. Либералы полагали, что простые люди имели большее положительное влияние на историю, чем монархия, и что демократическое правительство могло вызвать устойчивое социальное продвижение.

## Молодость
Джордж Тревельян родился в поздневикторианской Англии в поместье Велкомб (Welcombe House, сейчас гостиница Welcombe Hotel), принадлежавшем его деду по материнской линии, Роберту Филлипсу, богатому ланкаширскому торговцу и члену парламента от либеральной партии.
Родители Джорджа Тревельяна использовали этот дом как место зимнего проживания, унаследовав его в 1890 году. Как место постоянной резиденции они рассматривали родовое имение Тревельянов в Нортамберленде. Когда скончался дед Джорджа Тревельяна по отцовской линии, сэр Чарльз Тревельян, тот пошёл по стопам своего отца и поступил в Тринити-колледж в Кембридже.

## Роль в образовании
Джордж Тревельян читал лекции в Кембридже до 1903 года, после он отошёл от академической деятельности. В 1927 году он вернулся в университет, чтобы занять позицию профессора современной истории. В 1940 году был назначен главой Тринити-колледжа и руководил им до 1951 года, когда вышел на пенсию.
В 1950—1958 годах Джордж Тревельян работал канцлером Даремского университета. Тревельян-колледж в Даремском университете назван в его честь. Он был избран в 1925 году членом Британской академии, в 1950 году — Королевского общества (по статуту 12) и был почётным доктором многих университетов, включая Кембридж.

## Работы
- 1899 — «Англия во времена Виклифа»
- 1904 — «Англия при Стюартах»
- 1907 — «Защита Гарибальди Римской республики»
- 1909 — «Гарибальди и Тысяча»
- 1911 — «Гарибальди и создание Италии»
- 1913 — «Клио: муза и другие эссе»
- 1919 — «Сцены из итальянской войны»
- 1919 — «Отдых историка»
- 1920 — Lord Grey of the Reform Bill (Мемориальная премия Джеймса Тейта Блэка за биографию, 1920)
- 1922 — «Британская история в XIX веке»
- 1926 — «История Англии»
- 1930—1934 — England Under Queen Anne (3 vols.)
- 1934 — «Мир и протестантская последовательность»
- 1938 — «Английская революция, 1688—1698»
- 1943 — «Тринити-колледж: исторический эскиз»
- 1944 — English Social History: A Survey of Six Centuries: Chaucer to Queen Victoria («Английская социальная история: обзор шести столетий от Чосера до королевы Виктории»)
  - Социальная история Англии. — М.: Издательство иностранной литературы, 1959. — 608 с.
  - История Англии от Чосера до королевы Виктории. — Смоленск: Русич, 2005. — 624 с. — (Популярная историческая библиотека). ISBN 5-8138-0286-X
- 1949 — «Автобиография и другие эссе»
- 1954 — «Любовь непрофессионала к письмам»